# 希氏俯海鯰
希氏俯海鯰為輻鰭魚綱鯰形目海鯰科的其中一種，分布於中西大西洋區，從宏都拉斯至巴拿馬的半鹹水、鹹水水域，體長可達19.2公分，棲息在沿海、河口區，屬肉食性，生活習性不明。

## 擴展閱讀
維基物種上的相關：希氏俯海鯰